# Autobusna linija br. 168 u Zagrebu
Linija 168 (Savski most – Ježdovec – Prečko) prigradska je autobusna linija u Zagrebu.
Prometuje svaki dan na trasi: Savski most – Jadranski most – Remetinečka cesta – Karlovačka cesta – Puškarićeva ulica – Ježdovečka ulica – čvor Jankomir – Jankomirski most – Ljubljanska avenija – Prečko (Svilkovići – Ulica I. M. Ronjgova – ul. Slavenskog – Zagrebačka avenija)
Svojom polukružnom trasom povezuje naselja Lučko i Ježdovec s dva terminala gdje se ostvaruje presjedanje na tramvaj: Savski most i Prečko.

## Vanjske poveznice
- Vozni red linije 168

1. ↑  Datoteke u GTFS formatu. zet.hr. Pristupljeno 5. lipnja 2025. - Sadrži informacije tijela javne vlasti u skladu s Otvorenom dozvolom